# Шон Бредли
Шон Бредли (енгл. Shawn Paul Bradley; Ландштул, 22. март 1972) бивши је америчко-немачки кошаркаш. Играо је на позицији центра.

## Успеси

### Појединачни
- Идеални тим новајлија НБА — друга постава: 1993/94.